# Robert Del Naja
Pour les articles homonymes, voir 3D (homonymie).
Robert Del Naja (né le 21 janvier 1965 à Brighton, au  Royaume-Uni), également connu sous le pseudonyme 3D, est un artiste et musicien britannique. Sa famille s'installe à Bristol en 1966.
D'abord connu comme artiste de graffiti et membre de la communauté artistique The Wild Bunch de Bristol, il devient un des membres fondateurs du groupe Massive Attack, avec lequel il obtient une renommée artistique internationale.

## Musique

### Massive Attack
Robert Del Naja est l'un des membres fondateurs de Massive Attack, formé à Bristol en 1988, qui obtient dès son premier album Blue Lines une très grande reconnaissance artistique, puis une consécration internationale tout au long de sa carrière. Il y est connu sous le pseudonyme 3D.
De 1988 à aujourd'hui, il participe à l'écriture, l'enregistrement et la production (chants, claviers, arrangements, programmation, samples, direction artistique, design) de la totalité des morceaux des cinq albums de Massive Attack : Blue Lines, Protection, Mezzanine, 100th Window (qui porte tout particulièrement sa "marque de fabrication") et Heligoland. 
Il pose sa voix sur de nombreux morceaux, comme Blue Lines, Five Man Army, Daydreaming, Risingson, Inertia Creeps, Future Proof, Butterfly Caught, Small Time Shot Away, Antistar, Splitting The Atom, Rush Minute ou encore Atlas Air.

### Projets personnels et collaborations
En parallèle de Massive Attack, Del Naja co-écrit Manchild de Neneh Cherry en 1989. Il collabore avec Unkle en 2003 (chant sur le morceau Invasion de l'album Never, Never, Land) et 2007 (chant sur le morceau Twilight de l'album War Stories).
Il lance en 2012 un projet personnel intitulé "The Battle Box", qui fusionne musique et performances artistiques live. 
Il collabore aussi avec Thom Yorke en 2014 (musique du documentaire The UK Gold) et avec Jean-Michel Jarre en 2015 (morceau Watching You sur l'album Electronica 1: The Time Machine). 

### Bristol Sound
La musique de Robert Del Naja, que ce soit avec The Wild Bunch ou Massive Attack, a toujours été associée au Bristol Sound. Il a également travaillé avec d'autres artistes comme Tricky and Roni Size qui faisaient également partie du mouvement.
Del Naja dit au sujet de la Scène de Bristol, "Bristol Scene ""Nous avons tous grandi en écoutant du punk et des morceaux de funk et tous ces styles se sont faufilés dans notre musique. Ces apports venaient de gens tous d'horizons différents et, pourtant, ce n'était pas une culture "melting pot" en tant que tel mais vu que Bristol est un petit endroit, c'était alors beaucoup plus concentré."

## Carrière artistique

### Origines
Del Naja était un artiste de graffitis avant de devenir musicien. Il est cité comme le premier artiste graffiti de Bristol au début des années 1980, et a participé à importer la culture américaine hip hop et graffiti dans sa ville. Il accompagnait alors des performances musicales de DJs dans une galerie d'art à Bristol. 
Parallèlement à sa carrière de musicien, il continue à produire, en participant à la création visuelle de Massive Attack, dont il contribue à toutes les pochettes de disques et conçoit les show visuels. Il édite aussi un livre de son art en 2015 (3D and the art of Massive Attack). Ses créations se retrouvent alors dans des magazines et des pochettes de disques.
Il a participé à la plus grande "battle" de graffitis artistiques britannique aux côtés de l'artiste graffeur de Wolverhampton, Clifford Price dit "Goldie", qui deviendra lui aussi un musicien célèbre.

### Allégations Banksy
En septembre 2016, l'idée que Robert Del Naja serait aussi l'artiste anonyme Banksy est avancée dans les médias,,. Del Naja dément quelques jours plus tard, tout comme Banksy, mais les tabloïds britanniques persistent à propager la rumeur, notamment du fait d'une "gaffe" présumée du DJ et compositeur de drum & bass Goldie, l'année suivante. Les différences entre les deux artistes sont néanmoins flagrantes, Banksy ayant quitté Bristol pour Londres dès 1998, alors que Massive Attack remportait un grand succès avec Mezzanine et partait en tournée mondiale.

## Positions politiques
Robert Del Naja se préoccupe attentivement de la marche du monde. Il s'est fortement opposé en 2003 à la guerre en Irak ; avec le musicien Damon Albarn, chanteur de Blur et de Gorillaz, ils ont personnellement acheté des pages de publicité pour la dénoncer dans le magazine NME. 
A la même époque, la police arrête Del Naja, soupçonné de télécharger de la pornographie enfantine. Aucune charge n'est finalement retenue contre lui,. Selon certains médias, son arrestation et la propagation de cette rumeur auraient été destinées à le discréditer publiquement, du fait de son influence sur l'opinion.
En 2005, Del Naja a organisé deux concerts de charité à Bristol pour les victimes du tsunami avec Adrian Utley et Geoff Barrow de Portishead, Robert Plant, The Coral et Damon Albarn. L'évènement a rapporté plus de 100 000 livres sterling.
Depuis 2018, il soutient le groupe pro-environnement Extinction Rebellion.